# O Dia em que o Santo Pecou
O Dia em que o Santo Pecou é um filme brasileiro de 1975 dirigido por Cláudio Cunha, com roteiro de Benedito Ruy Barbosa, baseado em história verídica.

## Sinopse
"Na cidade paulista de São Sebastião, o pescador João Baleia vive com uma mudinha, apelidada Feiticeira, que foi violada por três bandoleiros e é temida pelos caiçaras. Baleia consegue vingar sua mulher, matando os assaltantes e cegando um soldado, mas, por sua vez, aparece misteriosamente morto na porta da igreja local, dedicada a São Sebastião, que tem fama de santo valente. O povo atribui a morte a um milagre do Santo, pois uma testemunha afirma tê-lo visto descer do altar e praticar a ação. A imagem do santo é processada, condenada e presa. O padre local, liderando a rebelião popular, consegue modificar a pena para 'prisão domiciliar", de onde ela só sai no dia da procissão em sua honra".

## Elenco
- Maurício do Valle	 ... 	João Baleia
- Selma Egrei	... 	Mudinha
- Canarinho	... 	Ventania
- Dionísio Azevedo	... 	Delegado
- Sadi Cabral	... 	Padre
- Sérgio Hingst	... 	Juiz
- Flora Geny	... 	Quitéria
- Elza Adão	... 	Maria Ventania
- Cavagnole Neto	... 	Tibério